# Napoléon Charles Bonaparte

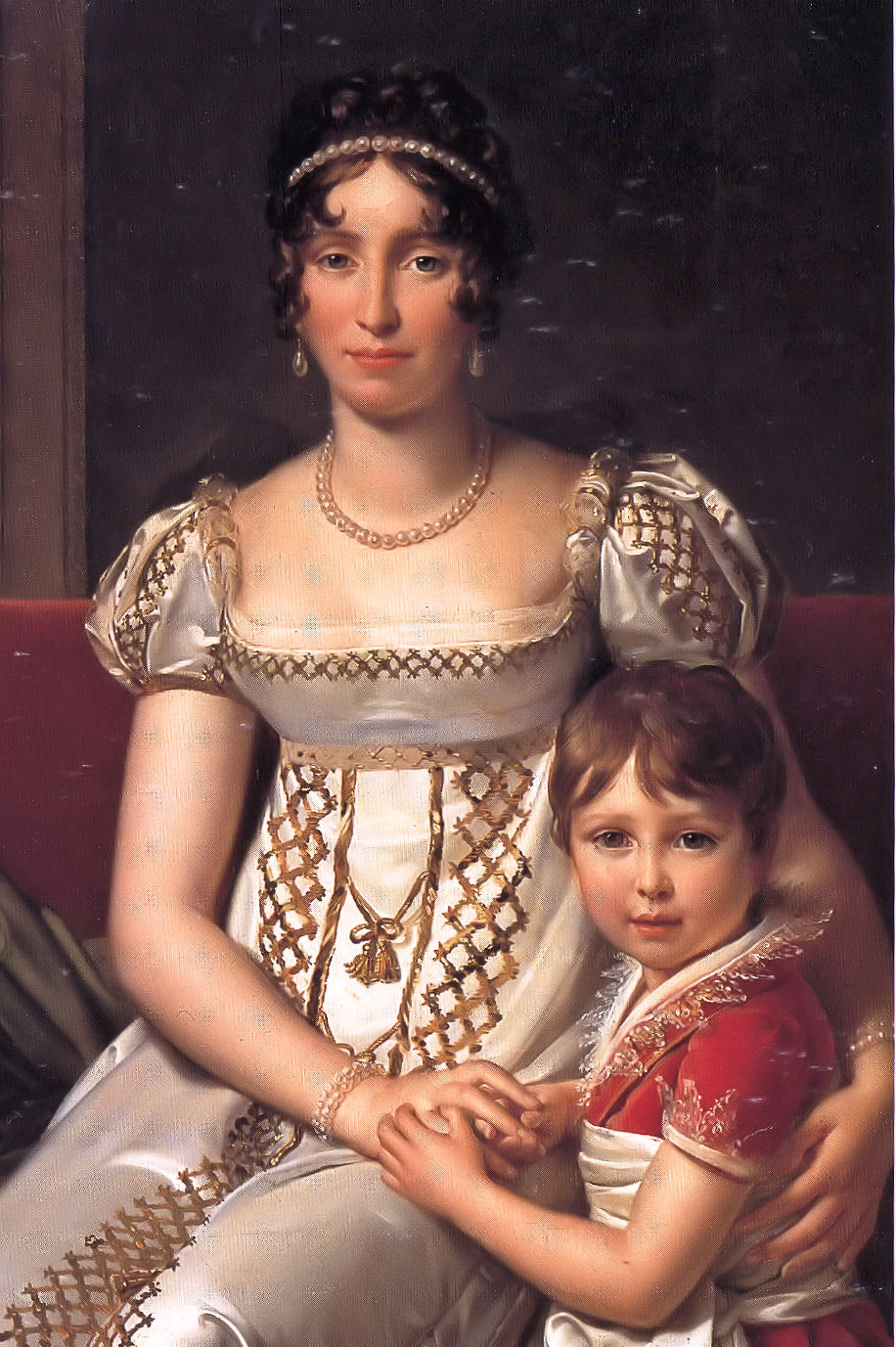
Hortense de Beauharnais zusammen mit ihrem Sohn, Napoléon Charles Bonaparte

Napoléon Charles Bonaparte (* 10. Oktober 1802 in Paris; † 4. Mai 1807 in Den Haag) war der älteste Sohn von Louis Bonaparte und Hortense de Beauharnais.

## Familie
Sein Vater war der jüngere Bruder von Napoleon I. und seine Mutter war die Tochter von Joséphine de Beauharnais, Napoleons erster Ehefrau. Zum Zeitpunkt seiner Geburt war sein Onkel Erster Konsul und kinderlos. Napoléon Charles war sein ältester Neffe und damit ein potenzieller Thronfolger, worauf auch sein Spitzname „klein Napoleon“ hinwies, da er der langersehnte männliche Nachkomme war. Er starb im Alter von vier Jahren an Diphtherie.
Napoléon Charles hatte zwei Brüder – der ältere, Napoléon Louis Bonaparte, starb 1831; der jüngere, Louis Napoléon, wurde 1852 als Napoleon III. Kaiser von Frankreich.

## Stammbaum
|                                                   |                                                   |                                                   |                                                   |                                                   |                                                   |                                  |                                  | François de Beauharnais (Gouverneur von Martinique) | François de Beauharnais (Gouverneur von Martinique) | François de Beauharnais (Gouverneur von Martinique) | François de Beauharnais (Gouverneur von Martinique) | François de Beauharnais (Gouverneur von Martinique) | François de Beauharnais (Gouverneur von Martinique) |                                         |                                         | Marie Anne Henriette Francoise Pyvart de Chastullé                   | Marie Anne Henriette Francoise Pyvart de Chastullé                   | Marie Anne Henriette Francoise Pyvart de Chastullé                   | Marie Anne Henriette Francoise Pyvart de Chastullé                   | Marie Anne Henriette Francoise Pyvart de Chastullé                   | Marie Anne Henriette Francoise Pyvart de Chastullé                   |                                          |                                          | Joseph-Gaspard de Tascher de La Pagerie (Marineoffizier) | Joseph-Gaspard de Tascher de La Pagerie (Marineoffizier) | Joseph-Gaspard de Tascher de La Pagerie (Marineoffizier) | Joseph-Gaspard de Tascher de La Pagerie (Marineoffizier) | Joseph-Gaspard de Tascher de La Pagerie (Marineoffizier) | Joseph-Gaspard de Tascher de La Pagerie (Marineoffizier) |                          |                          | Rose Claire des Vergers de Sannois                     | Rose Claire des Vergers de Sannois                     | Rose Claire des Vergers de Sannois                     | Rose Claire des Vergers de Sannois                     | Rose Claire des Vergers de Sannois                     | Rose Claire des Vergers de Sannois                     |                                 |                                 | Carlo Buonaparte                     | Carlo Buonaparte                     | Carlo Buonaparte                     | Carlo Buonaparte                     | Carlo Buonaparte                     | Carlo Buonaparte                     |  |  | Letizia Ramolino           | Letizia Ramolino           | Letizia Ramolino           | Letizia Ramolino           | Letizia Ramolino           | Letizia Ramolino           |
|                                                   |                                                   |                                                   |                                                   |                                                   |                                                   |                                  |                                  | François de Beauharnais (Gouverneur von Martinique) | François de Beauharnais (Gouverneur von Martinique) | François de Beauharnais (Gouverneur von Martinique) | François de Beauharnais (Gouverneur von Martinique) | François de Beauharnais (Gouverneur von Martinique) | François de Beauharnais (Gouverneur von Martinique) |                                         |                                         | Marie Anne Henriette Francoise Pyvart de Chastullé                   | Marie Anne Henriette Francoise Pyvart de Chastullé                   | Marie Anne Henriette Francoise Pyvart de Chastullé                   | Marie Anne Henriette Francoise Pyvart de Chastullé                   | Marie Anne Henriette Francoise Pyvart de Chastullé                   | Marie Anne Henriette Francoise Pyvart de Chastullé                   |                                          |                                          | Joseph-Gaspard de Tascher de La Pagerie (Marineoffizier) | Joseph-Gaspard de Tascher de La Pagerie (Marineoffizier) | Joseph-Gaspard de Tascher de La Pagerie (Marineoffizier) | Joseph-Gaspard de Tascher de La Pagerie (Marineoffizier) | Joseph-Gaspard de Tascher de La Pagerie (Marineoffizier) | Joseph-Gaspard de Tascher de La Pagerie (Marineoffizier) |                          |                          | Rose Claire des Vergers de Sannois                     | Rose Claire des Vergers de Sannois                     | Rose Claire des Vergers de Sannois                     | Rose Claire des Vergers de Sannois                     | Rose Claire des Vergers de Sannois                     | Rose Claire des Vergers de Sannois                     |                                 |                                 | Carlo Buonaparte                     | Carlo Buonaparte                     | Carlo Buonaparte                     | Carlo Buonaparte                     | Carlo Buonaparte                     | Carlo Buonaparte                     |  |  | Letizia Ramolino           | Letizia Ramolino           | Letizia Ramolino           | Letizia Ramolino           | Letizia Ramolino           | Letizia Ramolino           |
|                                                   |                                                   |                                                   |                                                   |                                                   |                                                   |                                  |                                  |                                                     |                                                     |                                                     |                                                     |                                                     |                                                     |                                         |                                         |                                                                      |                                                                      |                                                                      |                                                                      |                                                                      |                                                                      |                                          |                                          |                                                          |                                                          |                                                          |                                                          |                                                          |                                                          |                          |                          |                                                        |                                                        |                                                        |                                                        |                                                        |                                                        |                                 |                                 |                                      |                                      |                                      |                                      |                                      |                                      |  |  |                            |                            |                            |                            |                            |                            |
|                                                   |                                                   |                                                   |                                                   |                                                   |                                                   |                                  |                                  |                                                     |                                                     |                                                     |                                                     |                                                     |                                                     |                                         |                                         |                                                                      |                                                                      |                                                                      |                                                                      |                                                                      |                                                                      |                                          |                                          |                                                          |                                                          |                                                          |                                                          |                                                          |                                                          |                          |                          |                                                        |                                                        |                                                        |                                                        |                                                        |                                                        |                                 |                                 |                                      |                                      |                                      |                                      |                                      |                                      |  |  |                            |                            |                            |                            |                            |                            |
|                                                   |                                                   |                                                   |                                                   | Maximilian I. (König von Bayern)                  | Maximilian I. (König von Bayern)                  | Maximilian I. (König von Bayern) | Maximilian I. (König von Bayern) | Maximilian I. (König von Bayern)                    | Maximilian I. (König von Bayern)                    |                                                     |                                                     | Auguste Wilhelmine (Königin von Bayern)             | Auguste Wilhelmine (Königin von Bayern)             | Auguste Wilhelmine (Königin von Bayern) | Auguste Wilhelmine (Königin von Bayern) | Auguste Wilhelmine (Königin von Bayern)                              | Auguste Wilhelmine (Königin von Bayern)                              |                                                                      |                                                                      | Alexandre de Beauharnais (Armeeoffizier)                             | Alexandre de Beauharnais (Armeeoffizier)                             | Alexandre de Beauharnais (Armeeoffizier) | Alexandre de Beauharnais (Armeeoffizier) | Alexandre de Beauharnais (Armeeoffizier)                 | Alexandre de Beauharnais (Armeeoffizier)                 |                                                          |                                                          | Joséphine de Beauharnais                                 | Joséphine de Beauharnais                                 | Joséphine de Beauharnais | Joséphine de Beauharnais | Joséphine de Beauharnais                               | Joséphine de Beauharnais                               |                                                        |                                                        | Napoleon (Kaiser der Franzosen)                        | Napoleon (Kaiser der Franzosen)                        | Napoleon (Kaiser der Franzosen) | Napoleon (Kaiser der Franzosen) | Napoleon (Kaiser der Franzosen)      | Napoleon (Kaiser der Franzosen)      |                                      |                                      |                                      |                                      |  |  |                            |                            |                            |                            |                            |                            |
|                                                   |                                                   |                                                   |                                                   | Maximilian I. (König von Bayern)                  | Maximilian I. (König von Bayern)                  | Maximilian I. (König von Bayern) | Maximilian I. (König von Bayern) | Maximilian I. (König von Bayern)                    | Maximilian I. (König von Bayern)                    |                                                     |                                                     | Auguste Wilhelmine (Königin von Bayern)             | Auguste Wilhelmine (Königin von Bayern)             | Auguste Wilhelmine (Königin von Bayern) | Auguste Wilhelmine (Königin von Bayern) | Auguste Wilhelmine (Königin von Bayern)                              | Auguste Wilhelmine (Königin von Bayern)                              |                                                                      |                                                                      | Alexandre de Beauharnais (Armeeoffizier)                             | Alexandre de Beauharnais (Armeeoffizier)                             | Alexandre de Beauharnais (Armeeoffizier) | Alexandre de Beauharnais (Armeeoffizier) | Alexandre de Beauharnais (Armeeoffizier)                 | Alexandre de Beauharnais (Armeeoffizier)                 |                                                          |                                                          | Joséphine de Beauharnais                                 | Joséphine de Beauharnais                                 | Joséphine de Beauharnais | Joséphine de Beauharnais | Joséphine de Beauharnais                               | Joséphine de Beauharnais                               |                                                        |                                                        | Napoleon (Kaiser der Franzosen)                        | Napoleon (Kaiser der Franzosen)                        | Napoleon (Kaiser der Franzosen) | Napoleon (Kaiser der Franzosen) | Napoleon (Kaiser der Franzosen)      | Napoleon (Kaiser der Franzosen)      |                                      |                                      |                                      |                                      |  |  |                            |                            |                            |                            |                            |                            |
|                                                   |                                                   |                                                   |                                                   |                                                   |                                                   |                                  |                                  |                                                     |                                                     |                                                     |                                                     |                                                     |                                                     |                                         |                                         |                                                                      |                                                                      |                                                                      |                                                                      |                                                                      |                                                                      |                                          |                                          |                                                          |                                                          |                                                          |                                                          |                                                          |                                                          |                          |                          |                                                        |                                                        |                                                        |                                                        |                                                        |                                                        |                                 |                                 |                                      |                                      |                                      |                                      |                                      |                                      |  |  |                            |                            |                            |                            |                            |                            |
|                                                   |                                                   |                                                   |                                                   |                                                   |                                                   |                                  |                                  |                                                     |                                                     |                                                     |                                                     |                                                     |                                                     |                                         |                                         |                                                                      |                                                                      |                                                                      |                                                                      |                                                                      |                                                                      |                                          |                                          |                                                          |                                                          |                                                          |                                                          |                                                          |                                                          |                          |                          |                                                        |                                                        |                                                        |                                                        |                                                        |                                                        |                                 |                                 |                                      |                                      |                                      |                                      |                                      |                                      |  |  |                            |                            |                            |                            |                            |                            |
|                                                   |                                                   |                                                   |                                                   |                                                   |                                                   |                                  |                                  | Auguste von Bayern (Vizekönigin von Italien)        | Auguste von Bayern (Vizekönigin von Italien)        | Auguste von Bayern (Vizekönigin von Italien)        | Auguste von Bayern (Vizekönigin von Italien)        | Auguste von Bayern (Vizekönigin von Italien)        | Auguste von Bayern (Vizekönigin von Italien)        |                                         |                                         | Eugène de Beauharnais (Adoptivsohn Napoleons, Vizekönig von Italien) | Eugène de Beauharnais (Adoptivsohn Napoleons, Vizekönig von Italien) | Eugène de Beauharnais (Adoptivsohn Napoleons, Vizekönig von Italien) | Eugène de Beauharnais (Adoptivsohn Napoleons, Vizekönig von Italien) | Eugène de Beauharnais (Adoptivsohn Napoleons, Vizekönig von Italien) | Eugène de Beauharnais (Adoptivsohn Napoleons, Vizekönig von Italien) |                                          |                                          |                                                          |                                                          |                                                          |                                                          |                                                          |                                                          |                          |                          | Hortense de Beauharnais (Königin von Holland)          | Hortense de Beauharnais (Königin von Holland)          | Hortense de Beauharnais (Königin von Holland)          | Hortense de Beauharnais (Königin von Holland)          | Hortense de Beauharnais (Königin von Holland)          | Hortense de Beauharnais (Königin von Holland)          |                                 |                                 | Louis Bonaparte (König von Holland)  | Louis Bonaparte (König von Holland)  | Louis Bonaparte (König von Holland)  | Louis Bonaparte (König von Holland)  | Louis Bonaparte (König von Holland)  | Louis Bonaparte (König von Holland)  |  |  |                            |                            |                            |                            |                            |                            |
|                                                   |                                                   |                                                   |                                                   |                                                   |                                                   |                                  |                                  | Auguste von Bayern (Vizekönigin von Italien)        | Auguste von Bayern (Vizekönigin von Italien)        | Auguste von Bayern (Vizekönigin von Italien)        | Auguste von Bayern (Vizekönigin von Italien)        | Auguste von Bayern (Vizekönigin von Italien)        | Auguste von Bayern (Vizekönigin von Italien)        |                                         |                                         | Eugène de Beauharnais (Adoptivsohn Napoleons, Vizekönig von Italien) | Eugène de Beauharnais (Adoptivsohn Napoleons, Vizekönig von Italien) | Eugène de Beauharnais (Adoptivsohn Napoleons, Vizekönig von Italien) | Eugène de Beauharnais (Adoptivsohn Napoleons, Vizekönig von Italien) | Eugène de Beauharnais (Adoptivsohn Napoleons, Vizekönig von Italien) | Eugène de Beauharnais (Adoptivsohn Napoleons, Vizekönig von Italien) |                                          |                                          |                                                          |                                                          |                                                          |                                                          |                                                          |                                                          |                          |                          | Hortense de Beauharnais (Königin von Holland)          | Hortense de Beauharnais (Königin von Holland)          | Hortense de Beauharnais (Königin von Holland)          | Hortense de Beauharnais (Königin von Holland)          | Hortense de Beauharnais (Königin von Holland)          | Hortense de Beauharnais (Königin von Holland)          |                                 |                                 | Louis Bonaparte (König von Holland)  | Louis Bonaparte (König von Holland)  | Louis Bonaparte (König von Holland)  | Louis Bonaparte (König von Holland)  | Louis Bonaparte (König von Holland)  | Louis Bonaparte (König von Holland)  |  |  |                            |                            |                            |                            |                            |                            |
|                                                   |                                                   |                                                   |                                                   |                                                   |                                                   |                                  |                                  |                                                     |                                                     |                                                     |                                                     |                                                     |                                                     |                                         |                                         |                                                                      |                                                                      |                                                                      |                                                                      |                                                                      |                                                                      |                                          |                                          |                                                          |                                                          |                                                          |                                                          |                                                          |                                                          |                          |                          |                                                        |                                                        |                                                        |                                                        |                                                        |                                                        |                                 |                                 |                                      |                                      |                                      |                                      |                                      |                                      |  |  |                            |                            |                            |                            |                            |                            |
|                                                   |                                                   |                                                   |                                                   |                                                   |                                                   |                                  |                                  |                                                     |                                                     |                                                     |                                                     |                                                     |                                                     |                                         |                                         |                                                                      |                                                                      |                                                                      |                                                                      |                                                                      |                                                                      |                                          |                                          |                                                          |                                                          |                                                          |                                                          |                                                          |                                                          |                          |                          |                                                        |                                                        |                                                        |                                                        |                                                        |                                                        |                                 |                                 |                                      |                                      |                                      |                                      |                                      |                                      |  |  |                            |                            |                            |                            |                            |                            |
| Josephine von Leuchtenberg (Königin von Schweden) | Josephine von Leuchtenberg (Königin von Schweden) | Josephine von Leuchtenberg (Königin von Schweden) | Josephine von Leuchtenberg (Königin von Schweden) | Josephine von Leuchtenberg (Königin von Schweden) | Josephine von Leuchtenberg (Königin von Schweden) |                                  |                                  | Eugénie Fürstin von Hohenzollern-Hechingen          | Eugénie Fürstin von Hohenzollern-Hechingen          | Eugénie Fürstin von Hohenzollern-Hechingen          | Eugénie Fürstin von Hohenzollern-Hechingen          | Eugénie Fürstin von Hohenzollern-Hechingen          | Eugénie Fürstin von Hohenzollern-Hechingen          |                                         |                                         | Auguste de Beauharnais Prinzgemahl von Portugal                      | Auguste de Beauharnais Prinzgemahl von Portugal                      | Auguste de Beauharnais Prinzgemahl von Portugal                      | Auguste de Beauharnais Prinzgemahl von Portugal                      | Auguste de Beauharnais Prinzgemahl von Portugal                      | Auguste de Beauharnais Prinzgemahl von Portugal                      |                                          |                                          | Amélie von Leuchtenberg Kaiserin von Brasilien           | Amélie von Leuchtenberg Kaiserin von Brasilien           | Amélie von Leuchtenberg Kaiserin von Brasilien           | Amélie von Leuchtenberg Kaiserin von Brasilien           | Amélie von Leuchtenberg Kaiserin von Brasilien           | Amélie von Leuchtenberg Kaiserin von Brasilien           |                          |                          | Napoléon Louis Bonaparte Großherzog von Kleve und Berg | Napoléon Louis Bonaparte Großherzog von Kleve und Berg | Napoléon Louis Bonaparte Großherzog von Kleve und Berg | Napoléon Louis Bonaparte Großherzog von Kleve und Berg | Napoléon Louis Bonaparte Großherzog von Kleve und Berg | Napoléon Louis Bonaparte Großherzog von Kleve und Berg |                                 |                                 | Napoleon III. (Kaiser der Franzosen) | Napoleon III. (Kaiser der Franzosen) | Napoleon III. (Kaiser der Franzosen) | Napoleon III. (Kaiser der Franzosen) | Napoleon III. (Kaiser der Franzosen) | Napoleon III. (Kaiser der Franzosen) |  |  | Napoléon Charles Bonaparte | Napoléon Charles Bonaparte | Napoléon Charles Bonaparte | Napoléon Charles Bonaparte | Napoléon Charles Bonaparte | Napoléon Charles Bonaparte |